# Rhinogobiops nicholsii
Rhinogobiops nicholsii es una especie de peces de la familia de los Gobiidae en el orden de los Perciformes.

## Morfología
Los machos pueden llegar a alcanzar los 15 cm de longitud total.

## Reproducción
Es ovíparo y los huevos son protegidos por el macho.

## Hábitat
Es un pez de Mar y, de clima subtropical y demersal que vive hasta los 106 m de profundidad.

## Distribución geográfica
Se encuentra desde el norte de la Columbia Británica (el Canadá) hasta Punta Rompiente (Baja California, México ).

## Observaciones
Es inofensivo para los humanos.